# Edgefield (Carolina do Sul)
Edgefield é uma cidade  localizada no estado norte-americano da Carolina do Sul, no Condado de Edgefield.

## Demografia
Segundo o censo norte-americano de 2000, a sua população era de 4449 habitantes.
Em 2006, foi estimada uma população de 4533, um aumento de 84 (1.9%).

## Geografia
De acordo com o United States Census Bureau tem uma área de
10,7 km², dos quais 10,5 km² cobertos por terra e 0,2 km² cobertos por água. Edgefield localiza-se a aproximadamente 162 m acima do nível do mar.

## Localidades na vizinhança
O diagrama seguinte representa as localidades num raio de 28 km ao redor de Edgefield.